# 福利区站
福利区站，位于中华人民共和国甘肃省兰州市西固区，于2015年9月开站，2020年1月8日开通客运业务，有兰新铁路和中川铁路经过。临近的西固站因属于无配线车站，其信号系统亦由本站控制。

## 历史
福利区站作为兰中城际铁路兰新既有线“四站三区”工程的一部分于2015年9月14日完成建设并开通，标志着兰中城际铁路正式接入兰新铁路。2015年9月30日：兰中城际铁路开通运营，但由于红线划分等因素，车站客运站房并未开工建设。
福利区站站房工程于2016年开工。2017年12月车站完成风雨棚柱接触网硬横跨合架顺利过渡改造。建设工程于2019年7月完工，8月站房通过验收。2020年1月8日，福利区站开始客运服务。2023年10月11日0时起，车站临时停办客运业务。

## 停靠列车
开通运营後，2020年1月时点有12趟列车停靠福利区站，分别是C8503、C8504、C8505、C8506、C8513、C8514、C8601、C8602、C8663、C8664、7563、7564。但由于兰州市区其他客运车站的分流作用，该站客流下降，截至2025年1月，仅剩2趟列车停靠该站，分别是C603、C618。